# Il rapimento di Miss Mhyss
Il rapimento di Miss Mhyss (Sooner or Later) è un film muto del 1920 diretto da Wesley Ruggles. La sceneggiatura di R. Cecil Smith si basa su The Woman Hater, racconto di Lewis Allen Browne di cui non si conosce la data di pubblicazione; non è chiaro se il soggetto di Browne era stato scritto direttamente per lo schermo o fosse stato adattato da Smith.

## Trama
A New York, Robert Ellis comincia a sospettare che sua moglie, che sparisce sempre più spesso in maniera misteriosa, abbia in realtà una relazione clandestina con un altro uomo. Così chiama Pat Murphy, un suo amico che non conosce la moglie, chiedendogli di fare di tutto per rintracciarla e scoprire cosa sta combinando. Pat comincia subito la sua ricerca e le indagini lo conducono fino al Waldorf-Astoria, il lussuoso albergo nel quale si trova una donna che risponde al nome di Edna Ellis. Immaginando che possa essere la moglie di Robert, Pat la rapisce e la riporta dal marito. Ovviamente si tratta di una perfetta sconosciuta. La situazione si fa ancora più ingarbugliata quando a casa arriva la vera signora Ellis che così si trova davanti a un'altra donna. Ne seguono alcuni equivoci che alla fine verranno chiariti con grande soddisfazione di tutti: Pat si innamora, ricambiato, di Edna, mentre Robert scopre che i misteriosi andirivieni della moglie si dovevano ad alcuni appuntamenti segreti che lei aveva avuto con la sorella.

## Produzione
Il film fu prodotto dalla Selznick Pictures Corporation con i titoli di lavorazione Plans for Men, The Woman Hater o Who's Who?.

## Distribuzione
Il copyright del film, richiesto dalla Selznick Pictures Corp., fu registrato il 13 febbraio 1920 con il numero LP14747.
Distribuito dalla Select Pictures Corporation e presentato da Lewis J. Selznick, il film uscì nelle sale statunitensi nel febbraio 1920.
Non si conoscono copie ancora esistenti della pellicola che viene considerata presumibilmente perduta.